# Lithobius nigrocullis
Lithobius nigrocullis är en mångfotingart som beskrevs av Folkmanová 1928. Lithobius nigrocullis ingår i släktet Lithobius och familjen stenkrypare.
Artens utbredningsområde är Tjeckien. Inga underarter finns listade i Catalogue of Life.